# Филипийска архиепархия (Римокатолическа църква)
 Тази статия е за римокатолическата епархия.  За православната на Вселенската патриаршия вижте Филипийска, Неаполска и Тасоска епархия.  
Филипийската епархия (на латински: Archidioecesis Philippensis) е титулярна архиепископия на Римокатолическата църква с номинално седалище в македонския град Филипи, Гърция.
След разгрома на Византия от кръстоносците от Четвъртия кръстоносен поход в 1204 година, Филипийската епархия става седалище на латински архиепископ. Единственият известен прелат е Вилхелм. След възстановяването на православието в епархията Филипийска става титулярна архиепископия на Римокатолическата църква, която е вакантна от 11 януари 1968 година.

## Епископи
Латински архиепископи
| Име     | Име       | Управление |
| ------- | --------- | ---------- |
| Вилхелм | Guglielmo | 1212 – ?   |

Титулярни архиепископи
| Име                               | Име                                | Управление                            | Забележка                                               | Години                                |
| --------------------------------- | ---------------------------------- | ------------------------------------- | ------------------------------------------------------- | ------------------------------------- |
| Джакомо ди Санта Лучия            | Giacomo di Santa Lucia             | 7 юли 1480 – 1482                     |                                                         | ? – 1482                              |
| Албрехт Австрийски                | Albrecht von Austria (Österreich)  | 7 ноември 1594 – 12 ноември 1594      | в архиепископ на Толедо                                 | 11 ноември 1559 – 13 юли 1621         |
| Ян Замойски                       | Jan Zamoyski                       | 30 август 1595 – 4 февруари 1604      | в архиепископ на Лвов                                   |                                       |
| Фернандо Ниньо де Гевара          | Fernando Niño de Guevara           | 27 септември 1599 – 30 април 1601     | в архиепископ на Севиля                                 | 1541 – 8 януари 1609                  |
| Сасбут Восмеер                    | Sasbout Vosmeer                    | 9 септември 1602 – 3 май 1614         |                                                         | 1548 – 3 май 1614                     |
| Филипус Ровениус                  | Philippus Rovenius                 | 17 Aug 1620 Appointed – 10 Oct 1651   |                                                         | 1575 – 10 октомври 1651               |
| Будевийн Кац                      | Boudewijn Cats (Catzius)           | 31 май 1662 – 18 май 1663             |                                                         | 1601 – 18 май 1663                    |
| Джузепе Акорамбони                | Giuseppe Accoramboni               | 11 септември 1724 – 12 април 1728     | в архиепископ на Имола                                  | 24 септември 1672 – ?                 |
| Карло Алберто Гуидобоно Кавалкини | Carlo Alberto Guidobono Cavalchini | 10 май 1728 – 23 септември 1743       | в кардинал-свещеник на Санта Мария дела Паче            | 26 юли 1683 – 7 март 1774             |
| Николо Антонио Карафа             | Nicolò Antonio Carafa              | 16 март 1744 – 8 септември 1763       |                                                         | юни 1680 – 8 септември 1763           |
| Джовани Аркинто                   | Giovanni Archinto                  | 1 декември 1766 – 15 юли 1776         | в кардинал-свещеник на Светите XII Апостоли             | 10 Aug 1736 – 9 февруари 1799         |
| Бенедето Феная                    | Benedetto Fenaja                   | 22 декември 1800 – 23 декември 1805   | в титулярен патрирах на Константинопол                  | 20 февруари 1736 – 20 декември 1812   |
| Кандидо Мария Фратини             | Candido Maria Frattini             | 26 септември 1814 – 29 септември 1821 |                                                         | 10 септември 1767 – 29 септември 1821 |
| Джовани Алекандро Муци            | Giovanni Alessandro Muzi           | 16 май 1823 – 19 декември 1825        | в архиепископ на Чита ди Кастело                        | 1 януари 1772 – 30 ноември 1849       |
| Константино Патрици Наро          | Costantino Patrizi Naro            | 15 декември 1828 – 11 юли 1836        | в кардинал-свещиник на Сан Силвестро ин Капите          | 4 септември 1798 – 17 декември 1876   |
| Франсиско Вилярдел                | Francisco Villardel                | 8 март 1839 – 19 юни 1852             |                                                         | ? – 19 юни 1852                       |
| Пио Биги                          | Pio Bighi                          | 23 август 1853 – 31 август 1854       |                                                         | 5 септември 1780 – 31 август 1854     |
| Джузепе Андреа Бицари             | Giuseppe Andrea Bizzarri           | 30 ноември 1854 – 17 януари 1867      | в префект на Конгрегацията за индулгенциите и реликвите | 11 май 1802 – 26 август 1877          |
| Стефано Стефанополи               | Stefano Stefanopoli                | 25 септември 1868 – 24 ноември 1895   |                                                         | 16 февруари 1834 – 24 ноември 1895    |
| Фелипе Архинсонис и Астобиса      | Felipe Arginzonis y Astobiza       | 14 януари 1896 – 19 август 1897       | в архиепископ на Вераполи                               | 24 май 1852 – 5 май 1933              |
| Антонио Вико                      | Antonio Vico                       | 22 декември 1897 – 2 декември 1912    | в кардинал-свещеник на Сан Калисто                      | 9 януари 1847 – 25 февруари 1929      |
| Базилио Помпил                    | Basilio Pompilj                    | 5 май 1913 – 22 март 1917             | в кардинал-свещиник на Велетри                          | 16 април 1858 – 5 май 1931            |
| Анджело Струфолини                | Angelo Struffolini                 | 1 юли 1914 – 30 март 1917             |                                                         | 6 ноември 1853 – 30 март 1917         |
| Джузепе Палика                    | Giuseppe Palica                    | 25 април 1917 – 16 декември 1936      |                                                         | 8 октомври 1869 – 16 декември 1936    |
| Леоне Джовани Батиста Нигрис      | Leone Giovanni Battista Nigris     | 18 август 1938 – 21 септември 1964    |                                                         | 27 август 1884 – 21 септември 1964    |
| Дурайсами Симон Лурдусами         | Duraisamy Simon Lourdusamy         | 9 ноември 1964 – 11 януари 1968       | в архиепископ на Бангалор                               | 5 февруари 1924 – 2 юни 2014          |